# XPNAV 1
XPNAV 1 (X-ray Pulsar NAVigation) ist ein chinesischer Technologieerprobungssatellit.
Er wurde am 9. November 2016 um 23:42 UTC mit einer Langer-Marsch-11-Trägerrakete vom Raketenstartplatz Jiuquan (zusammen mit Xiaoxiang-1 und drei Lishui-1 Satelliten) in eine erdnahe Umlaufbahn gebracht.
Die Röntgen-Pulsar-Navigation ist ein Navigationsverfahren, bei dem periodische Röntgensignale die von Pulsaren emittiert werden, verwendet werden, um die Position eines Raumfahrzeugs im Weltraum außerhalb der Erdumlaufbahn zu bestimmen. Aktuelle erdbasierte Navigationsmethoden sind durch die Zeitverzögerung zwischen Raumfahrzeug und der Erde begrenzt. Für bestimmte Typen von Pulsaren, sogenannte „Millisekunden-Pulsare“, treten jedoch Strahlungsimpulse mit der Regelmäßigkeit und Präzision einer Atomuhr auf, was in einigen Szenarien weniger Zeit benötigt, um die aktuelle Position des Raumfahrzeugs zu ermitteln. Da Röntgenstrahlen von der Erdatmosphäre absorbiert werden, müssen Wissenschaftler diese Technik im Weltall testen. XPNAV 1 soll die Details von Röntgensignalen von 26 nahe gelegenen Pulsaren ermitteln und eine Pulsar-Navigationsdatenbank aufbauen. Dieses Ziel könnte innerhalb von fünf bis zehn Jahren erreicht werden. Die Daten werden mit Hilfe zweier Detektoren gewonnen: einem Mikrokanalplatten-Array und einem fokussierter Detektor. Der Array-Detektor bestimmt den Röntgenhintergrund, während das fokussierte Detektorsystem mit einem Kollimatorsystem mit 17 cm Durchmesser der Charakterisierung von Röntgenpulsaren dient. Entwickelt wurde der Satellit von der Fünften Akademie der China Aerospace Science and Technology Corporation (CASC).